# Međuopćinska nogometna liga Karlovac – Kutina – Sisak 1975./76.
Međuopćinska nogometna liga (Međuliga) Karlovac – Kutina – Sisak  za sezonu 1975./76. je bila liga petog stupnja nogometnog prvenstva Jugoslavije. 
 Sudjelovalo je 14 klubova, a prvak je bila "Sloga" iz Novoseleca.

## Ljestvica
| mj. | klub                                  | ut. | pob. | ner. | por. | gol+ | gol- | bod |
| --- | ------------------------------------- | --- | ---- | ---- | ---- | ---- | ---- | --- |
| 1.  | Sloga (Novoselec – Križ)              | 26  | 14   | 7    | 5    | 50   | 31   | 35  |
| 2.  | Gospić                                | 26  | 15   | 3    | 8    | 57   | 39   | 33  |
| 3.  | BSK Budaševo                          | 26  | 14   | 3    | 9    | 52   | 35   | 31  |
| 4.  | Gavrilović Petrinja                   | 26  | 12   | 7    | 7    | 49   | 33   | 31  |
| 5.  | Galdovo Sisak                         | 26  | 11   | 8    | 7    | 48   | 26   | 30  |
| 6.  | Slunj                                 | 26  | 13   | 4    | 9    | 60   | 45   | 30  |
| 7.  | Ivanić (Ivanić-Grad)                  | 26  | 13   | 3    | 10   | 46   | 44   | 30  |
| 8.  | Ivan Lola Ribar (Mostanje – Karlovac) | 26  | 12   | 4    | 10   | 48   | 33   | 28  |
| 9.  | Borac (Novo Selo – Sisak)             | 26  | 10   | 5    | 11   | 49   | 47   | 25  |
| 10. | Partizan Hrastelnica                  | 26  | 9    | 6    | 11   | 44   | 45   | 24  |
| 11. | Partizan Bosanska Kostajnica          | 26  | 9    | 5    | 12   | 50   | 53   | 23  |
| 12. | Željezničar Sunja                     | 26  | 7    | 1    | 18   | 39   | 96   | 15  |
| 13. | Jaska Jastrebarsko                    | 26  | 4    | 4    | 18   | 27   | 58   | 12  |
| 14. | Vatrogasac Gornje Mekušje             | 26  |      |      |      |      |      |     |

- Gornje Mekušje – danas dio Karlovca
- "Partizan" iz Bosanske Kostajnice – klub iz Bosne i Hercegovine

## Rezultatska križaljka
| kratica | klub                                  | BOR | BSK | GAL | GAV | GOS | IVLRM | IVNĆ | JAS | PARBK | PARH | SLO | SLU | VAT | ŽELJ |
| --- | ------------------------------------- | --- | --- | --- | --- | --- | ----- | ---- | --- | ----- | ---- | --- | --- | --- | ---- |
| BOR | Borac (Novo Selo – Sisak)             |     |     |     |     |     |       |      |     |       |      |     |     |     |      |
| BSK | BSK Budaševo                          |     |     |     |     |     |       |      |     |       |      |     |     |     |      |
| GAL | Galdovo Sisak                         |     |     |     |     |     |       |      |     |       |      |     |     |     |      |
| GAV | Gavrilović Petrinja                   |     |     |     |     |     |       |      |     |       |      |     |     |     |      |
| GOS | Gospić                                |     |     |     |     |     |       |      |     |       |      |     |     |     |      |
| IVLRM | Ivan Lola Ribar (Mostanje – Karlovac) |     |     |     |     |     |       |      |     |       |      |     |     |     |      |
| IVNĆ | Ivanić (Ivanić-Grad)                  |     |     |     |     |     |       |      |     |       |      |     |     |     |      |
| JAS | Jaska Jastrebarsko                    |     |     |     |     |     |       |      |     |       |      |     |     |     |      |
| PARBK | Partizan Bosanska Kostajnica          |     |     |     |     |     |       |      |     |       |      |     |     |     |      |
| PARH | Partizan Hrastelnica                  |     |     |     |     |     |       |      |     |       |      |     |     |     |      |
| SLO | Sloga (Novoselec – Križ)              |     |     |     |     |     |       |      |     |       |      |     |     |     |      |
| SLU | Slunj                                 |     |     |     |     |     |       |      |     |       |      |     |     |     |      |
| VAT | Vatrogasac Gornje Mekušje             |     |     |     |     |     |       |      |     |       |      |     |     |     |      |
| ŽELJ | Željezničar Sunja                     |     |     |     |     |     |       |      |     |       |      |     |     |     |      |
| |                                       |     |     |     |     |     |       |      |     |       |      |     |     |     |      |
| podebljan rezultat - utakmice od 1. do 13. kola (1. utakmica između klubova) rezultat normalne debljine - utakmice od 14. do 26. kola (2. utakmica između klubova) rezultat nakošen - nije vidljiv redoslijed odigravanja međusobnih utakmica iz dostupnih izvora rezultat smanjen * - iz dostupnih izvora nije uočljiv domaćin susreta prekrižen rezultat - poništena ili brisana utakmica p - utakmica prekinuta 3:0 p.f. / 0:3 p.f. - rezultat 3:0 bez borbe |                                       |     |     |     |     |     |       |      |     |       |      |     |     |     |      |

 Izvori: 